# Daphné strié
Daphne striata
Espèce
Classification phylogénétique
Statut de conservation UICN

 NT  : Quasi menacé
Le Daphné strié (Daphne striata) est un arbrisseau à feuilles persistantes de la famille des Thyméléacées. Il est très voisin du Daphné camélée mais s'en distingue par une absence de pilosité et par des feuilles plus longues et plus étroites. Les fruits sont rouges à maturité.
Cette espèce se rencontre surtout dans la partie orientale des Alpes.

## Statut
En France, elle figure sur la liste rouge et est protégée sur l'ensemble du territoire français métropolitain (Article 1).